# Magnus Maksymus
Magnus Maksymus, Flavius Magnus Maximus (ur. ok. 340, zm. 28 sierpnia 388) – cesarz zachodniorzymski.

## Biografia
Pochodził z rzymskiej prowincji Hispania, z niezamożnej rodziny, być może spokrewnionej z rodziną Teodozjusza Wielkiego. Miał syna Wiktora i córkę o nieznanym imieniu.  
Przybył do Brytanii w 369 jako oficer w armii Teodozjusza Starszego i uczestniczył tam w działaniach wojennych, następnie walczył w Afryce przeciwko uzurpatorowi Firmusowi. W 375 wycofał się ze służby, ale w 379 został przez cesarza Gracjana mianowany dowódcą wojsk rzymskich w Brytanii jako dux Britanniarum. Dzięki osobistej popularności wiosną 383 został ogłoszony przez swoich żołnierzy cesarzem, co naraziło go na konflikt z Gracjanem.
Po przerzuceniu wojsk do Galii pokonał pod Lutecją siły Gracjana, który schwytany podczas ucieczki, poniósł śmierć w końcu sierpnia 383. W rezultacie pod władzą Maksymusa znalazła się również cała Galia i Hiszpania. W dążeniu do opanowania Italii usiłował przejąć kuratelę nad małoletnim Walentynianem II(przyrodni brat Gracjana), podejmując w tym celu rokowania za pośrednictwem św. Ambrożego jako biskupa Mediolanu. Prowadził je także z cesarzem wschodniorzymskim Teodozjuszem, który początkowo uznał jego tytuł. 
Wobec zagrożenia najazdem barbarzyńców, pod pretekstem obrony wkroczył z wojskami do północnej Italii, kierując się jednak ku Akwilei z zamiarem pochwycenia Walentyniana, który zdołał schronić się w Tesalonice. Skłoniło to młodego cesarza do zawarcia sojuszu z Teodozjuszem. Gdy wiosną 388 Maksymus przystąpił do działań ofensywnych wkraczając do Ilirykum, w walkach z wojskami antagonistów poniósł kolejno klęski w bitwach pod Siscią i Poetovio, a po zajęciu przez nich Emony, został oblężony w Akwilei. Poddał się tam Teodozjuszowi licząc na okazanie mu łaski; został jednak wydany własnym żołnierzom, którzy go zamordowali. Śmierć poniósł również małoletni Wiktor zgładzony później przez wysłanego do Galii wodza Arbogasta. 

## Ocena panowania
Rozciągnięcie władzy Maksymusa na kontynentalne prowincje państwa zachodniorzymskiego spowodowało osłabienie stanowiska Rzymian w Brytanii, a następnie i granicy nadreńskiej. Krytyczny wobec niego Ammianus Marcellinus nazywa go „zgubnym przywódcą” (dux exitiosus), wymieniając obok wodza Lupicynusa z Tracji jako wzajemnie konkurujących ze sobą nierozwagą (Dzieje rzymskie XXXI,4). Władca, którego autorzy chrześcijańscy charakteryzowali jako porywczego, uchodził za gorliwego katolika i przeciwstawiał się herezji ariańskiej, usiłując nawet odwodzić młodego Walentyniana i jego matkę Justynę od proariańskich sympatii. Za jego rządów wydany też został pierwszy wyrok śmierci za herezję w sprawie biskupa Pryscyliana z hiszpańskiej Avili, oskarżonego o gnostycyzm i manicheizm. 
Zdaniem niektórych historyków jego odejście zaznacza kres bezpośredniego władztwa Rzymian nad północną Galią i Brytanią. Ponadto Magnus Maksymus odgrywa istotną rolę w historii brytyjskiej i bretońskiej, będąc jako Macsen Wledig główną postacią wielu średniowiecznych podań i legend, w wersji spisanej przypisujących mu (m.in. na podstawie Historia regum Britanniae Godfryda z Monmouth) legendarną progeniturę swych władców wraz z ich „starożytną” genealogią oraz cywilizacyjnie uzasadniających rzymską ciągłość dziejów Brytanii. Ten mityczny przekaz znalazł szczególny wyraz i zakorzenienie w historii Walijczyków.  